# 표면파
표면파(Surface wave)란 물리학에서 다른 매질 사이의 계면을 따라 전파되는 90도 각도의 파이다. 일반적인 예로는 파도와 같이 액체의 표면을 따라 전파되는 중량파가 있다. 유체 중력파는 서로 다른 밀도의 두 유체의 표면에서도 전달될 수 있다. 그 외에도 고체의 표면에도 표면파가 전달될 수 있는데 대표적인 예로 러브파와 레일리파가 있다. 이 외에도 지상파와 같이 지구 표면에 거의 가깝게 전파되는 파동도 표면파의 일종이다.

## 지진파
지진학에서는 표면파란 지표면을 통해 이동하는 지진파를 말한다. 표면파는 기계적 표면파의 일종으로 말할 수 있다. 지표면에서 멀어질수록 표면파의 세기는 급격하게 감소하기 때문에 표면파라고 부른다. 표면파는 P파나 S파와 같은 실체파보다 훨씬 느리게 이동한다. 큰 규모의 지진에서는 표면파의 진폭이 수 cm에 달할 수도 있다.
러브파
러브파는 일종의 수평 편광된 전단파파(SH파)로, 유한한 두께의 상층이 겹쳐진 일종의 반무한적 매질이 있을 때만 존재하는 파동이다. 러브파는 1911년 수학적 모델을 제시한 영국의 수학자인 어거스터스 에드워드 휴 러브의 이름을 따서 지어졌다. 러브파는 보통 레일리파보다 약간 빠르게 이동하며, S파의 약 90%의 속도로 이동하고 진폭이 가장 크다. 러브파는 전파될 때 지면이 전파 방향에 직각으로, 오직 수평으로만 진동한다.
레일리파
레일리파는 그라운드 롤(ground roll)이라고도 부르며, 수면 위의 파도와 비슷하게 지표면을 잔물결처럼 이동하는 파동이다. 레일리파의 존재는 1885년 영국의 물리학자인 제3대 레일리 남작 존 윌리엄 스트럿(레일리 경)이 처음으로 밝혀냈다. 레일리파는 실체파보다 느리게 이동하며, 일반적인 균질한 탄성매질에서 실체파인 S파의 속도와 비교할 경우 대략 90%의 속도로 깊이 100 m 미만의 지표면에서는 대략 50–300 m/s의 속도로 이동한다. 지각과 상부 맨틀과 같이 층이 존재하는 매질에서의 레일리파 전파 속도는 그 주파수와 파장에 따라 달라진다. 램파도 같이 참고할 수 있다. 레일리파는 전파될 때 지면이 수직으로 타원운동을 하며, 지면의 운동 방향은 전파 방향과 반대이다.

## 같이 보기
- 지진파
- 표면 플라스몬
- 러브파
- 중량파
- 아르놀트 조머펠트
- 근거리장과 원거리장
- 표피효과
- 그린 함수